# Abracadabrella lewiston
Abracadabrella lewiston là một loài nhện trong họ Salticidae. Loài này được phát hiện ở Nam Úc.